# Hermann-Neuberger-Stadion
Das Hermann-Neuberger-Stadion ist ein Fußballstadion in der Mittelstadt Völklingen im Saarland. Benannt 1994 nach dem ehemaligen DFB-Präsidenten Hermann Neuberger, der in Völklingen geboren wurde, ist es mit einer Kapazität von ca. 6800 Plätzen (davon 594 überdachte Sitzplätze & ca. 6200 unüberdachte Stehplätze) das fünftgrößte Stadion des Bundeslandes. Das Stadion ist die Spielstätte des Fußballvereins SV Röchling Völklingen.

## Geschichte
Das ursprüngliche Stadion wurde Anfang der 1930er Jahre errichtet. Eine Laufbahn umgibt das Spielfeld. Die heute noch stehende Haupttribüne kam 1955 dazu. Ein weiterer Ausbau anlässlich der Qualifikation zur 2. Bundesliga verdoppelte 1974 das Fassungsvermögen auf rund 16.000 Plätze. Nach einer Sanierung, die auch die Installation einer Flutlichtanlage beinhaltete, und einer Reduzierung der Stehränge im Jahre 2007 betrug das Fassungsvermögen noch ca. 12.000 Plätze, darunter 600 Sitzplätze; seit der letzten Sanierung im Jahr 2017 werden 6800 Plätze angegeben. Der Zuschauerrekord stammt vom 26. Oktober 1975, als der SV Röchling Völklingen gegen den 1. FC Saarbrücken vor 16.380 Zuschauern 0:0 spielte.
Das Hermann-Neuberger-Stadion war während des Umbaus des Ludwigsparkstadions die Spielstätte des 1. FC Saarbrücken. Der Vertrag lief von Februar 2016 bis Sommer 2018 mit einer Ausstiegsklausel. Der finanzielle Rahmen, um das Neuberger-Stadion den Voraussetzungen der Regionalliga anzupassen, wurde mit etwa 70.000 Euro angegeben.
Am 5. März 2016 trug der 1. FC Saarbrücken sein erstes Heimspiel im Völklinger Stadion gegen den FK Pirmasens aus. Der FCS gewann die Partie mit 1:0.
In der Saison 2019/20 trug der 1. FC Saarbrücken seine Spiele im DFB-Pokal in Völklingen aus.
Bis 2024 spielte auch die American-Football-Mannschaft der Saarland Hurricanes im Ludwigsparkstadion. Vor der Saison 2024 zog der Club aus dem Ludwigspark aus und wird seine Heimspiele im Hermann-Neuberger-Stadion bestreiten.